# Agustín Mora Valero
Agustín Mora Valero (Alacant, 1899 - Alacant, 1982) fou un empresari i polític valencià, president de la Diputació d'Alacant durant la Segona República Espanyola.
Era llicenciat en dret i un destacat empresari que tenia empreses de ciments, ferreteries i automòbils. El 1930 fou directiu de l'Ateneu d'Alacant, president del Centre d'Aliança Republicana i pel febrer del mateix any va figurar entre els signataris del manifest republicà del diari El Luchador. A les eleccions municipals espanyoles de 1931 fou elegit regidor de l'ajuntament d'Alacant pel districte de Sant Ferran pel Partit Republicà Radical i nomenat tinent d'alcalde. Va retirar la seva candidatura a les eleccions generals espanyoles de 1931 per diferències entre el seu partit i el Partit Republicà Radical Socialista. El 1932 fou president del Partit Radical a Alacant i el 1934 fou president de la Diputació d'Alacant. El 1935 abandonà el Partit Radical i va ingressar a la Unió Republicana, partit del que fou president provincial i amb el qual va exercir de compromissari per a l'elecció del president de la Segona República Espanyola el 1936. Durant el cop d'estat del 18 de juliol de 1936 a Alacant va donar suport les autoritats republicanes i participà en la sufocació de la revolta militar. Durant la guerra civil espanyola fou vocal de la Cambra de Comerç d'Alacant.
En acabar la guerra va intentar escapar a l'exili a bord del Maritime, però fou capturat. El 1940 fou jutjat pel Tribunal de Responsabilitats Polítiques i condemnat com a "destacat dirigent marxista" a una multa de 50.000 pessetes, inhabilitació política i bandejament a les Illes Canàries durant 15 anys. Un temps després tornà a Alacant i continuà gestionant les seves empreses. Durant la transició espanyola va militar a l'Acción Republicana Democrática Española (ARDE).